# Marina Alta
Marina Alta là một comarca trong tỉnh Alicante, Cộng đồng Valencian, Tây Ban Nha.

### Các đô thị bên trong
- Adsubia
- Alcalalí
- Beniarbeig
- Benidoleig
- Benigembla
- Benimeli
- Benissa
- Benitachell/El Poble Nou de Benitatxell
- Calpe/Calp
- Castell de Castells
- Dénia
- Gata de Gorgos
- Jalón/Xaló
- Llíber
- Murla
- Ondara
- Orba
- Parcent
- Pedreguer
- Pego
- Els Poblets
- El Ràfol d'Almúnia
- Sagra
- Sanet y Negrals
- Senija
- Teulada
- Tormos
- La Vall d'Alcalà
- Vall de Ebo
- Vall de Gallinera
- La Vall de Laguar
- El Verger
- Xàbia (Jávea)